# غارهای پولادی

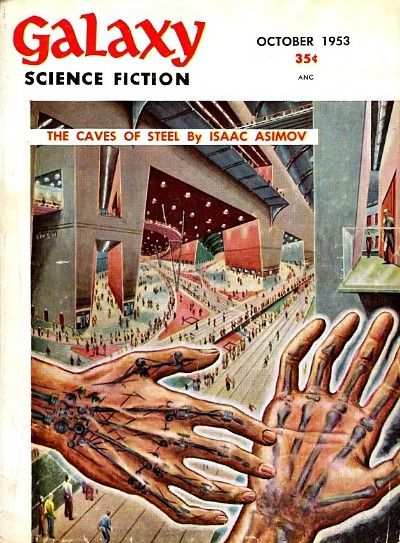
اولین قسمت غارهای پولادی بر روی جلد شمارهٔ ماه اکتبر ۱۹۵۳ مجلهٔ کهکشان، با طراحی اد امشویلر.

غارهای پولادی (انگلیسی: The Caves of Steel) رمانی علمی-تخیلی نوشتهٔ آیزاک آسیموف است.

## بازخورد
انتشار غارهای پولادی تحسین هر دو مجلهٔ علمی-تخیلی در دو سر طیف و سایر مجلات علمی-تخیلی، و نیز انتشاراتی چون نیویورک تایمز را در پی داشت.

## یادداشت
1. ↑  این کتاب با عنوان غارهای پولادی (انتشارات شقایق، چاپ سوم ۱۳۶۹، تیراژ:۴٬۰۰۰)(با طرح جلدی از آیدین آغداشلو و در زمانی که هنوز طرح جلد یکسانی برای مجموعه طراحی نشده بود) به ترجمهٔ «شهریار بهترین» منتشر شده‌است.